# Raionul Slobozia, județul Tiraspol

Raionul Slobozia a fost unul din cele patru raioane ale județului Tiraspol din Guvernământul Transnistriei între 1941 și 1945.